# Michotamia setitarsata
Michotamia setitarsata là một loài ruồi trong họ Asilidae. Michotamia setitarsata được Schiner miêu tả năm 1867. Loài này phân bố ở miền Ấn Độ - Mã Lai.